# Catanduanes

Catanduanes läge i Filippinerna

Catanduanes (filipino: Katandwanes) är en provins i Filippinerna som är belägen i Bicolregionen. Den har 260 964 invånare (2015) på en yta av 1 512 km². Administrativ huvudort är Virac.
Provinsen är indelad i 11 kommuner; Bagamanoc, Baras, Bato, Caramoran, Gigmoto, Pandan, Panganiban, San Andres, San Miguel, Viga och Virac.